# Parti destourien libre
Die Parti destourien libre (französisch für Freie Destur-Partei nach der ehemaligen Destur-Partei, arabisch الحزب الدستوري الحر, DMG al-Ḥizb ad-dustūrī al-ḥurr, Abkürzung PDL) ist eine tunesische bourguibistische, säkulare und nationalistische Partei, die insbesondere aus ehemaligen Mitgliedern der bis 2011 herrschenden Regierungspartei Konstitutionelle Demokratische Sammlung entstanden ist, wodurch die Parti destourien libre stark an die autokratischen Präsidentschaftsjahre unter Habib Bourguiba und dem 2011 gestürzten Zine el-Abidine Ben Ali anknüpft.

## Geschichte
Am 30. Mai 2013 startete Hamed Karoui, welcher Minister unter Habib Bourguiba und Premierminister unter Zine el-Abidine Ben Ali gewesen ist, eine Initiative, um Anhänger der historischen Destur-Partei sowie der daraus hervorgegangenen Konstitutionellen Demokratischen Sammlung zusammenzubringen, um in der tunesischen Politik nach 2011 nicht jegliches Gewicht zu verlieren. Am 23. September 2013 gründete Hamed Karoui mit Abderrahim Zouari das Mouvement destourien (französisch für Destur-Bewegung).
Bei der Parlamentswahl in Tunesien 2014 nahm die Bewegung erfolglos teil und erreichte keinen Sitz. Am 16. August 2014 wurde Abderrahim Zouari als Präsidentschaftskandidat nominiert; vor der Wahl ruf die Parti destourien libre wegen des schlechten Parlamentswahlergebnisses jedoch zur Wahl von Beji Caid Essebsi auf. Abderrahim Zouari kam auf den vorletzten Platz.
Am 13. August 2016 wurde Abir Moussi zur Nachfolgerin von Hamed Karoui gewählt und ist seitdem Parteivorsitzende. Drei Tage später, am 16. August 2016, wurde das Mouvement destourien in den heutigen Namen, Parti destourien libre, umbenannt.
Bei der Parlamentswahl in Tunesien 2019 erreichte die Partei erstmals ein so gutes Ergebnis, dass es für den Einzug in die Volksrepräsentantenversammlung reichte, wo sie seither 17 der 217 Mandate stellt. Bei der kurz zuvor abgehaltenen Präsidentschaftswahl in Tunesien 2019 erreichte Abir Moussi 4,02 Prozent der Stimmen, schaffte damit jedoch nicht den Einzug in die Stichwahl. So schaffte die Partei 2019 den Sprung aus der politischen Bedeutungslosigkeit.

## Politische Positionen
Die Parti destourien libre wird oft kritisiert, befürwortend und nostalgisch von der autoritären Vergangenheit Tunesiens unter Habib Bourguiba und Zine el-Abidine Ben Ali zu sprechen. Die Partei positioniert sich gegen den Parlamentarismus sowie die Demokratie und befürwortet ein etatistisches Staatswesen, welches unter streng nationalistischer Ausrichtung autoritär geführt wird. In der derzeitigen tunesischen Demokratie sieht die Partei insbesondere durch die Stärke islamistischer Parteien eine Gefahr für den Staat. Der größte politische Gegner der Parti destourien libre ist die Ennahda, eine muslimisch-demokratische und gemäßigt islamistische Partei sowie stärkste Partei Tunesiens. Ganz im Gegenteil zu den rechten antisäkularen Parteien Ennahda, Al Karama, Errahma oder dem Courant de l’amour ist die Parti destourien libre radikal säkular ausgerichtet, wird aufgrund ihrer nationalistischen und autoritären Ausrichtung jenseits der demokratischen Ordnung der Verfassung der Republik Tunesien von 2014 aber ebenfalls als rechtsextremistisch, jedoch auf säkularer und nationalistischer anstatt auf islamistischer Grundlage, bezeichnet.
Die Parteivorsitzende Abir Moussi sieht die Revolution in Tunesien 2010/2011 als fremde Verschwörung an. Mit ihrer Ablehnung des neuen parlamentarischen Systems findet sie Anklang bei vielen Tunesiern, die die Wirtschaftskrise in Tunesien nach 2011 insbesondere in diesem begründet sehen. Merkbar wurde die schlechte Wirtschaftslage vor allem durch eine rasante Inflation und wachsende Staatsverschuldung, weshalb die populistische Sprache der Partei acht Jahre nach der Revolution für ein überraschendes Ergebnis von 6,63 Prozent für die Parti destourien libre bei der Parlamentswahl in Tunesien 2019 sorgte. Viele Tunesier sehen ihre säkulare Lebensweise auch durch das Erstarken islamistischer Parteien bei jener Wahl bedroht.
Trotz ihrer antiislamistischen Haltung hat die Parti destourien libre auch Schnittmengen mit islamistischen Parteien, da sie zum Beispiel die Legalisierung der Homosexualität ablehnt. Anders als islamistische Parteien liegt bei ihr die Begründung jedoch nicht in der Religion, sondern im „Schutz der tunesischen Familie“. Somit enthält die Partei auch gesellschaftskonservative und nationalkonservative Elemente. Aufgrund der Elemente des Ultranationalismus, des Gesellschaftskonservatismus, des Populismus und der Demokratiefeindlichkeit beziehungsweise Pluralismusfeindlichkeit wird die Parti destourien libre auch mit rechtspopulistischen Parteien in Europa verglichen, die sich weniger stark religiös orientieren.